# Кирха Христа (Кёнигсберг)
Кирха Христа — евангелическая кирха Христа (нем. Ev.-luth. Christuskirche) в Кёнигсберге (район Трагхайм). Построена в 1926 году. Во время войны получила множество повреждений. В 1960-е годы полностью снесена.

## Описание
Строительство церкви для старо-лютеранской общины было начато в мае 1924 года на месте, которое освободилось после сноса частей второго вального укрепления Кёнигсберга, а именно Трагхаймских ворот. Освящена церковь была 8 августа 1926 года.
Во время войны здание было сильно повреждено, а к 1960 году окончательно разрушено. Сейчас на его месте находится торговый павильон (район начала улицы Горького).